# Prosperita Open 2009
Il Prosperita Open 2009 è stato un torneo professionistico di tennis maschile giocato sulla terra rossa, che faceva parte dell'ATP Challenger Tour 2009. Si è giocato a Ostrava in Repubblica Ceca dal 27 aprile al 3 maggio 2009.

## Partecipanti

### Teste di serie
| Nazionalità | Giocatore        | Ranking* | Testa di serie |
| ----------- | ---------------- | -------- | -------------- |
| Cipro       | Marcos Baghdatis | 95       | 1              |
| Rep. Ceca   | Ivo Minář        | 96       | 2              |
| Belgio      | Steve Darcis     | 97       | 3              |
| Belgio      | Olivier Rochus   | 119      | 4              |
| Rep. Ceca   | Jiří Vaněk       | 129      | 5              |
| Rep. Ceca   | Lukáš Rosol      | 139      | 6              |
| Svizzera    | Stéphane Bohli   | 143      | 7              |
| Argentina   | Sebastián Decoud | 159      | 8              |

- Ranking al 20 aprile 2009.

### Altri partecipanti
Giocatori che hanno ricevuto una wild card:
- Marc Denis
- Matúš Horecný
- Martin Kližan
- Adam Vejmělka

Giocatori passati dalle qualificazioni:
- Guillermo Alcaide
- Pavol Červenák
- Ivan Dodig
- Jan Hájek
- Ivo Klec (Lucky loser)
- Marek Semjan (Lucky loser)

## Campioni

### Singolare
Jan Hájek ha battuto in finale  Ivan Dodig con il punteggio di 7–5, 6–1.

### Doppio
Jan Hájek /  Robin Vik hanno battuto in finale  Matúš Horecný /  Tomáš Janci con il punteggio di 6–2, 6–4.